# آنتونیو مونتیکو
آنتونیو مونتیکو (به ایتالیایی: Antonio Montico) بازیکن فوتبال و اهل ایتالیا است که از سال ۱۹۵۵ میلادی عضو تیم ملی فوتبال ایتالیا بوده و در ۲ بازی ملی حضور داشته‌است. او در بازی‌های ملی‌اش گلی به ثمر نرساند.
آنتونیو مونتیکو آخرین بازی ملی خود را در سال ۱۹۵۵ میلادی انجام داد.